# Tofta högar
Tofta högar är ett grav- och boplatsområde på Bjärehalvön i Båstads kommun i nordvästra Skåne med 21 synliga fornlämningar. 
På platsen finns bland annat fyra gravhögar, elva runda stensättningar, en skeppsformig stensättning och tre rektangulära vallanläggningar samt en skålgropssten. Området, som även kallas Gudahovet, har använts för begravningar under en lång tidsrymd, från äldre bronsålder till yngre järnålder. Den största högen är 17 meter i diameter och två meter hög. De runda stensättningarna har oklar begränsning och den största är 15 meter i diameter. Den skeppsformiga stensättningen är tio meter lång och tre meter bred. Den är fylld med mindre delvis gräsbevuxna stenar som inramas av en kantkedja bestående av ett flertal låga stenar samt två resta halvmetershöga stävstenar. Det finns tre rektangulära vallanläggningar som är någon form av bebyggelselämningar. Den största är 40 gånger 20 meter.  

## Arkeologiska undersökningar
Under åren 1974-1975 undersöktes några av gravarna och delar av två rektangulära vallanläggningar. I botten på en av gravhögarna fann arkeologerna den stenfyllda stensättningen. Mellan två stenar i ytterkanten av ”relingen” påträffades en liten stenkista med en urna, fylld med brända ben. Graven var anlagd under yngre bronsåldern. Högen av jord och sten över skeppssättningen hade sedan utnyttjats för en begravning under yngre järnålder. Efter undersökningen återställdes skeppssättningen, utan hög.
Vid en undersökning av vallarna påträffades ingenting som tydde på att de använts som bostäder, men i den mindre vallanläggningen fanns spår efter stolpar till både tak- och väggkonstruktioner. I den stora anläggningen fann man rester efter en träkonstruktion av palissadtyp.

## Kultplats
Kunskapen om bronsåldersmänniskornas religiösa föreställningar, riter och ceremonier är begränsad. Närheten till gravarna, placerade på uppbyggda ”plattformar” av vallar, liksom skålgropsstenen, kan dock tyda på, att området har använts som en kultplats för religiösa ceremonier.
Vetskapen om att forntidens människor valde att begrava de döda nära sina boplatser innebär också, att den mindre vallanläggningen skulle kunna tolkas som ett bostadshus och den större som en inhägnad, kanske runt en åker. Detta utesluter inte, att man även haft ceremonier här.